# Список национальных парков Руанды
В Руанде 3 национальных парка. Всего же в Руанде 9 охраняемых природных территорий.

## Список национальных парков Руанды
| № | Название                  | Оригинальное название        | Площадь, км² | Дата основания                | Изображение |
| - | ------------------------- | ---------------------------- | ------------ | ----------------------------- | ----------- |
| 1 | Национальный парк Акагера | Akagera National Park        | 1122         | 1934                          |             |
| 2 | Национальный парк Бирунга | Volcanoes National Park      | 160          | 1925 как Albert National Park |             |
| 3 | Национальный парк Ньюнгве | Nyungwe Forest National Park | 970          | 2004                          |             |